# Caroline Watson

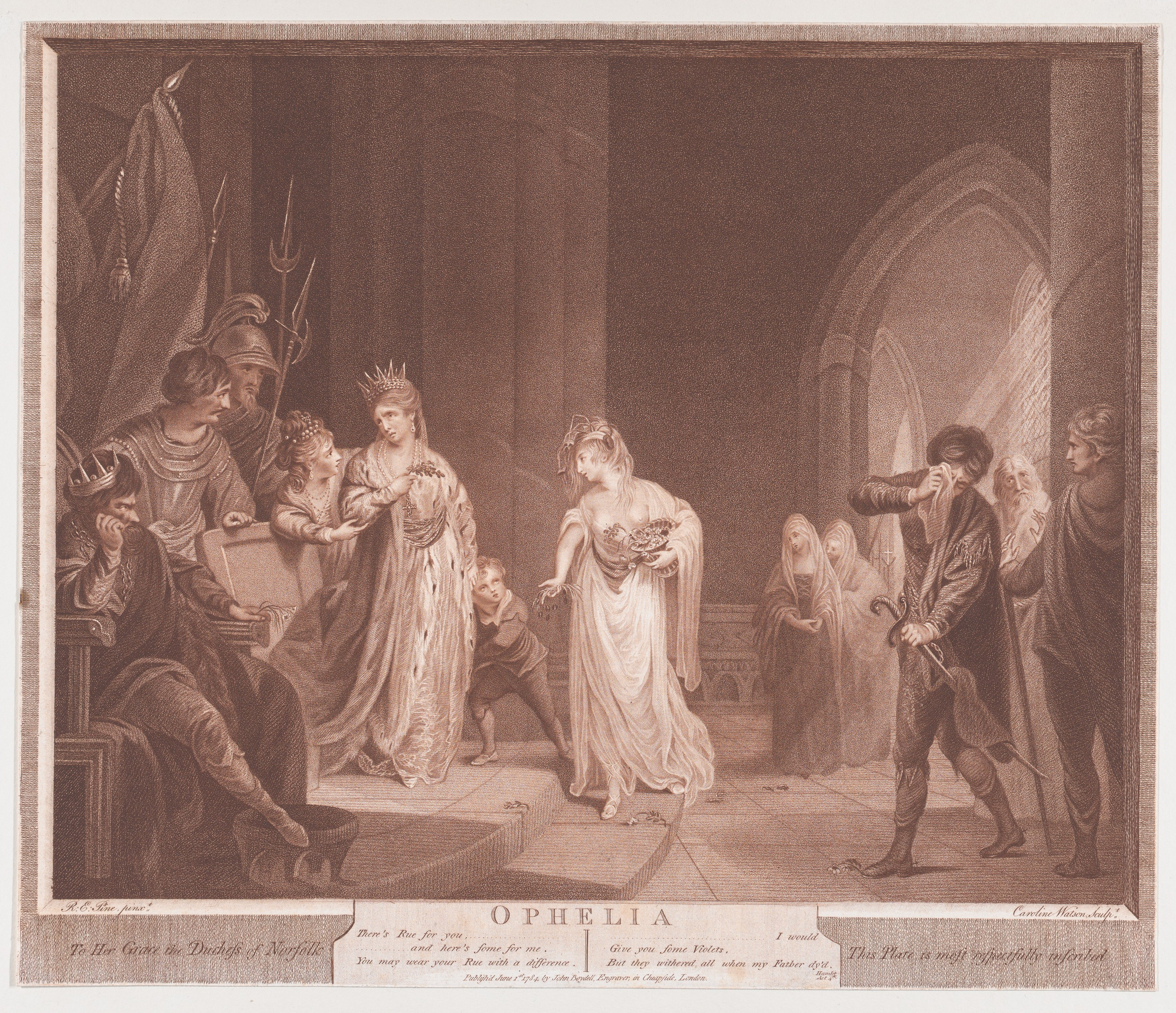
Ofelia (Hamlet, Acto 4, Escena 5) (1784), Museo Metropolitano de Arte, Nueva York

Caroline Watson (Londres, 1760 o 1761-Pimlico, 10 de junio de 1814) fue una grabadora británica. 

## Biografía
Fue hija del grabador irlandés James Watson, en cuyo taller se formó. Su padre solía trabajar sobre todo a la mezzotinta. Fue conocida por su hábil trabajo en el método de punteado, especialmente por sus reproducciones de miniaturas, y fue la única mujer que trabajó como grabadora independiente en el siglo XVIII en su país. Llegó a la fama como grabadora casi al mismo tiempo que las mujeres comenzaron a formar una proporción significativa de consumidoras de impresiones. Su carrera comenzó a disminuir después de 1810 debido a problemas de salud, y murió en Pimlico el 10 de junio de 1814.
Las planchas de Watson fueron numerosas. En 1784 grabó un retrato de Guillermo Enrique de Gloucester, sobre un original de Joshua Reynolds, y en 1785 un par de planchas pequeñas de las princesas Sofía y María —originales de John Hoppner—, que dedicó a la reina Carlota. Por todo ello fue nombrada grabadora de la reina. También grabó retratos de:
- James Harris y la Sra. Stanhope, de Joshua Reynolds;
- Catalina II de Rusia, de Alexander Roslin;
- William Woollett, de Gilbert Stuart;
- Samuel Cooper, de John Milton.

Otras obras fueron:
- El matrimonio de Santa Catalina, de Correggio;
- Life of Romney de William Hayley
- Muerte del cardenal Beaufort, de Reynolds, y una escena de La tempestad, de Francis Wheatley, para el editor John Boydell.

Watson también ejecutó un conjunto de aguatintas del Progress of Female Virtue and Female Dissipation, a partir de diseños de Maria Cosway. Grabó varias imágenes pertenecientes a John Stuart, 1er marqués de Bute.